# Cassius Winston
Pour les articles homonymes, voir Winston.
Cassius Xavier-Lamarr Winston, né le 28 février 1998 à Détroit dans le Michigan, est un joueur américain de basket-ball évoluant au poste de meneur. Il mesure 1,84 m.

## Biographie
Il passe ses quatre saisons à l'université avec les Spartans de Michigan State puis il se présente à la draft 2020 où il est sélectionné en 53e position par le Thunder d'Oklahoma City puis envoyé aux Wizards de Washington.
Le 28 novembre 2020, il signe un contrat two-way avec les Wizards de Washington.
En août 2021, il signe avec un second contrat two-way en faveur de la franchise de la capitale.
Winston rejoint le Bayern Munich, club qui participe à l'EuroLigue, pour la saison 2022-2023.

## Palmarès

### Universitaire
- 2× Consensus second-team All-American (2019, 2020)
- Big Ten Player of the Year (2019)
- 2× First-team All Big Ten (2019, 2020)
- Third-team All-Big Ten (2018)
- Big Ten Tournament MOP (2019)

## Statistiques

### Universitaires
Les statistiques de Cassius Winston en matchs universitaires sont les suivantes :
| Saison    | Équipe         | Matchs | Titul. | Min./m | % Tir | % 3pts | % LF | Rbds/m. | Pass/m. | Int/m. | Ctr/m. | Pts/m. |
| --------- | -------------- | ------ | ------ | ------ | ----- | ------ | ---- | ------- | ------- | ------ | ------ | ------ |
| 2016-2017 | Michigan State | 35     | 5      | 20,7   | 42,3  | 38,0   | 77,5 | 1,80    | 5,20    | 0,70   | 0,10   | 6,70   |
| 2017-2018 | Michigan State | 35     | 34     | 28,1   | 50,7  | 49,7   | 90,0 | 3,40    | 6,90    | 0,70   | 0,10   | 12,60  |
| 2018-2019 | Michigan State | 39     | 39     | 33,5   | 46,0  | 39,8   | 84,0 | 3,00    | 7,50    | 1,00   | 0,10   | 18,80  |
| 2019-2020 | Michigan State | 30     | 30     | 32,7   | 44,8  | 43,2   | 85,2 | 2,50    | 5,90    | 1,20   | 0,00   | 18,60  |
| Total     | Total          | 139    | 108    | 28,8   | 46,1  | 43,0   | 84,5 | 2,70    | 6,40    | 0,90   | 0,10   | 14,20  |

### Professionnelles

#### Saison régulière
| Saison    | Équipe     | Matchs | Titul. | Min./m | % Tir | % 3pts | % LF | Rbds/m. | Pass/m. | Int/m. | Ctr/m. | Pts/m. |
| --------- | ---------- | ------ | ------ | ------ | ----- | ------ | ---- | ------- | ------- | ------ | ------ | ------ |
| 2020-2021 | Washington | 22     | 0      | 4,5    | 42,4  | 47,1   | 83,3 | 0,40    | 0,50    | 0,10   | 0,00   | 1,90   |
| Carrière  | Carrière   | 22     | 0      | 4,5    | 42,4  | 47,1   | 83,3 | 0,40    | 0,50    | 0,10   | 0,00   | 1,90   |

#### Playoffs
| Saison   | Équipe     | Matchs | Titul. | Min./m | % Tir | % 3pts | % LF | Rbds/m. | Pass/m. | Int/m. | Ctr/m. | Pts/m. |
| -------- | ---------- | ------ | ------ | ------ | ----- | ------ | ---- | ------- | ------- | ------ | ------ | ------ |
| 2021     | Washington | 1      | 0      | 5,0    | 33,3  | 00,0   | 00,0 | 2,00    | 1,00    | 0,00   | 0,00   | 2,00   |
| Carrière | Carrière   | 1      | 0      | 5,0    | 33,3  | 00,0   | 00,0 | 2,00    | 1,00    | 0,00   | 0,00   | 2,00   |